# 卡里姆普尔
卡里姆普尔（Karimpur），是印度西孟加拉邦Nadia县的一个城镇。总人口9070（2001年）。

## 人口
该地2001年总人口9070人，其中男性4661人，女性4409人；0—6岁人口878人，其中男449人，女429人；识字率75.41%，其中男性为79.17%，女性为71.44%。